# Las Marías (Santurce)
|                                                  |                                                         |
| Coordenadas                                      | 18°27′10″N 66°2′25″O / 18.45278, -66.04028              |
| Entidad • País • Territorio • Municipio • Barrio | Sub-barrio Estados Unidos Puerto Rico San Juan Santurce |
| Superficie                                       | 0,24 km² (0,09 mi²)                                     |
| Población • Densidad poblacional                 | 1.172 (2000) 4.838,5 km² (12.531,7 mi²)                 |

Las Marías, también conocido como Punta las Marías, es uno de los cuarenta “sub-barrios” del barrio Santurce en el municipio de San Juan, Puerto Rico. De acuerdo al censo del año 2000, este sector contaba con 1.172 habitantes y una superficie de 0,24 km².